# Torna a 2019. évi Európa-játékokon
A 2019. évi Európa-játékokon a tornában összesen 32 versenyszámot rendeztek. A torna versenyszámait június 22. és 30. között tartották. A játékokon öt szakág versenyszámait rendezték meg.

## Összesített éremtáblázat
|    | Ország                 | Arany | Ezüst | Bronz | Összesen |
| 1. | Oroszország (RUS)      | 2     | 1     | 0     | 3        |
| 2. | Fehéroroszország (BLR) | 2     | 0     | 3     | 5        |
| 3. | Belgium (BEL)          | 1     | 1     | 0     | 2        |
| 4. | Azerbajdzsán (AZE)     | 0     | 1     | 1     | 1        |
| 4. | Portugália (POR)       | 0     | 1     | 1     | 1        |
| 6. | Izrael (ISR)           | 0     | 1     | 0     | 1        |

## Szertorna

### Férfi

#### Éremtáblázat
|    | Ország            | Arany | Ezüst | Bronz | Összesen |
| 1. | Oroszország (RUS) | 1     | 0     | 1     | 2        |
| 2. | Ukrajna (UKR)     | 0     | 1     | 0     | 1        |

#### Érmesek
| versenyszám | arany                                 | ezüst                          | bronz                                    |
| Gyűrű       |                                       |                                |                                          |
| Korlát      |                                       |                                |                                          |
| Lólengés    |                                       |                                |                                          |
| Nyújtó      |                                       |                                |                                          |
| Összetett   | David Beljavszkij · Oroszország (RUS) | Oleh Vernyajev · Ukrajna (UKR) | Vlagyiszlav Poljasov · Oroszország (RUS) |
| Talaj       |                                       |                                |                                          |
| Ugrás       |                                       |                                |                                          |

### Női

#### Éremtáblázat
|    | Ország              | Arany | Ezüst | Bronz | Összesen |
| 1. | Oroszország (RUS)   | 1     | 0     | 0     | 1        |
| 2. | Franciaország (FRA) | 0     | 1     | 0     | 1        |
| 3. | Ukrajna (UKR)       | 0     | 0     | 1     | 1        |

#### Érmesek
| versenyszám    | arany                                   | ezüst                                | bronz                            |
| Felemás korlát |                                         |                                      |                                  |
| Gerenda        |                                         |                                      |                                  |
| Összetett      | Angelina Melnyikova · Oroszország (RUS) | Lorette Charpy · Franciaország (FRA) | Gyiana Varinszka · Ukrajna (UKR) |
| Talaj          |                                         |                                      |                                  |
| Ugrás          |                                         |                                      |                                  |

## Aerobic

### Éremtáblázat
|    | Ország            | Arany | Ezüst | Bronz | Összesen |
| 1. | Oroszország (RUS) | 1     | 0     | 1     | 2        |
| 2. | Olaszország (ITA) | 1     | 0     | 0     | 1        |
| 3. | Románia (ROU)     | 0     | 1     | 1     | 2        |
| 4. | Bulgária (BUL)    | 0     | 1     | 0     | 1        |

### Érmesek
| versenyszám    | arany                                                                                                   | ezüst | bronz |
| Vegyes páros   | Olaszország (ITA) · Michela Castoldi · Davide Donati                                                    | Románia (ROU) · Dacian Nicolae Barna · Andreea Bogati                                                     | Oroszország (RUS) · Tatyjana Konakova · Grigorij Sihalejev                                               |
| Vegyes csoport | Oroszország (RUS) · Timur Kulaev · Petr Perminov · Ilia Ostapenko · Roman Semenov · Garsevan Dzhanazian | Bulgária (BUL) · Antonio Papazov · Tihomir Barotev · Ana Maria Stoilova · Ivelina Lukaki · Darina Pashova | Románia (ROU) · Gabriel Bocser · Mihai Alin Popa · Dacian Nicolae Barna · Marian Brotei · Andreea Bogati |

## Akrobatika

### Éremtáblázat
|    | Ország                 | Arany | Ezüst | Bronz | Összesen |
| 1. | Fehéroroszország (BLR) | 2     | 0     | 4     | 6        |
| 2. | Belgium (BEL)          | 2     | 1     | 0     | 3        |
| 2. | Oroszország (RUS)      | 2     | 1     | 0     | 3        |
| 4. | Azerbajdzsán (AZE)     | 0     | 2     | 1     | 3        |
| 4. | Portugália (POR)       | 0     | 2     | 1     | 3        |

### Érmesek
| versenyszám             | arany                                                                            | ezüst                                                                                  | bronz                                                                                  |
| Női dinamikus           | Belgium (BEL) · Talia De Troyer · Britt Vanderdonckt · Charlotte Van Royen       | Portugália (POR) · Bárbara da Silva Sequeira · Francisca Sampaio Maia · Francisca Maia | Fehéroroszország (BLR) · Veranika Nabokina · Julija Ivoncsik · Karina Szandovics       |
| Női egyenletes          | Fehéroroszország (BLR) · Veranika Nabokina · Julija Ivoncsik · Karina Szandovics | Belgium (BEL) · Talia De Troyer · Britt Vanderdonckt · Charlotte Van Royen             | Portugália (POR) · Francisca Maia · Francisca Sampaio Maia · Bárbara da Silva Sequeira |
| Női összetett           | Belgium (BEL) · Talia De Troyer · Britt Vanderdonckt · Charlotte Van Royen       | Portugália (POR) · Bárbara da Silva Sequeira · Francisca Sampaio Maia · Francisca Maia | Fehéroroszország (BLR) · Veranika Nabokina · Julija Ivoncsik · Karina Szandovics       |
| Vegyes páros dinamikus  | Oroszország (RUS) · Viktorija Akszjonova · Kirill Sztarcev                       | Azerbajdzsán (AZE) · Abdulla al-Mashaykhi · Rudihil Gurbanli                           | Fehéroroszország (BLR) · Artur Beljakov · Volha Melnik                                 |
| Vegyes páros egyenletes | Fehéroroszország (BLR) · Artur Beljakov · Volha Melnik                           | Oroszország (RUS) · Viktorija Akszjonova · Kirill Sztarcev                             | Azerbajdzsán (AZE) · Abdulla al-Mashaykhi · Rudihil Gurbanli                           |
| Vegyes páros összetett  | Oroszország (RUS) · Viktorija Akszjonova · Kirill Sztarcev                       | Azerbajdzsán (AZE) · Abdulla al-Mashaykhi · Rudihil Gurbanli                           | Fehéroroszország (BLR) · Artur Beljakov · Volha Melnik                                 |

## Ritmikus gimnasztika

### Éremtáblázat
|    | Ország                 | Arany | Ezüst | Bronz | Összesen |
| 1. | Oroszország (RUS)      | 4     | 1     | 2     | 7        |
| 2. | Izrael (ISR)           | 2     | 2     | 0     | 4        |
| 3. | Fehéroroszország (BLR) | 2     | 1     | 2     | 5        |
| 4. | Bulgária (BUL)         | 0     | 3     | 2     | 5        |
| 5. | Ukrajna (UKR)          | 0     | 1     | 2     | 3        |

### Érmesek
| versenyszám               | arany | ezüst | bronz |
| Egyéni buzogány           | Linoy Ashram · Izrael (ISR) | Gyina Averina · Oroszország (RUS)                                                                             | Vlada Nyikolcsenko · Ukrajna (UKR)                                                                                              |
| Egyéni karika             | Gyina Averina · Oroszország (RUS)                                                                                               | Kacjarina Halkina · Fehéroroszország (BLR)                                                                    | Vlada Nyikolcsenko · Ukrajna (UKR)                                                                                              |
| Egyéni labda              | Linoy Ashram · Izrael (ISR) | Katrin Taszeva · Bulgária (BUL)                                                                               | Gyina Averina · Oroszország (RUS)                                                                                               |
| Egyéni összetett          | Gyina Averina · Oroszország (RUS)                                                                                               | Linoy Ashram · Izrael (ISR)                                                                                   | Kacjarina Halkina · Fehéroroszország (BLR)                                                                                      |
| Egyéni szalag             | Gyina Averina · Oroszország (RUS)                                                                                               | Linoy Ashram · Izrael (ISR)                                                                                   | Katrin Taszeva · Bulgária (BUL)                                                                                                 |
| Csapat buzogány és karika | Oroszország (RUS) · Anzselika Sztubajlo · Vera Birjukova · Marija Tolkacsova · Anasztaszija Makszimova · Anasztaszija Sismakova | Bulgária (BUL) · Erika Zafirova · Laura Trajtsz · Simona Dyankova · Madlen Radukanova · Sztefani Kirjakova    | Fehéroroszország (BLR) · Anasztaszija Ribakova · Karina Jarmolenka · Arina Cicilina · Hanna Hajdukevics · Hanna Svajba          |
| Csapat összetett          | Fehéroroszország (BLR) · Anasztaszija Ribakova · Karina Jarmolenka · Arina Cicilina · Hanna Hajdukevics · Hanna Svajba          | Bulgária (BUL) · Erika Zafirova · Laura Trajtsz · Simona Dyankova · Madlen Radukanova · Sztefani Kirjakova    | Oroszország (RUS) · Anzselika Sztubajlo · Vera Birjukova · Marija Tolkacsova · Anasztaszija Makszimova · Anasztaszija Sismakova |
| Csapat szalag             | Fehéroroszország (BLR) · Anasztaszija Ribakova · Karina Jarmolenka · Arina Cicilina · Hanna Hajdukevics · Hanna Svajba          | Ukrajna (UKR) · Anasztaszija Voznyak · Alina Bihno · Tetyana Dovzsenko · Valerija Juzvjak · Gyiana Mizsericka | Bulgária (BUL) · Erika Zafirova · Laura Trajtsz · Simona Dyankova · Madlen Radukanova · Sztefani Kirjakova                      |

## Trambulin

### Éremtáblázat
|    | Ország                 | Arany | Ezüst | Bronz | Összesen |
| 1. | Fehéroroszország (BLR) | 2     | 0     | 1     | 3        |
| 2. | Franciaország (FRA)    | 1     | 0     | 2     | 3        |
| 3. | Lengyelország (POL)    | 1     | 0     | 0     | 1        |
| 4. | Grúzia (GEO)           | 0     | 1     | 0     | 1        |
| 4. | Oroszország (RUS)      | 0     | 1     | 0     | 1        |
| 4. | Ukrajna (UKR)          | 0     | 1     | 0     | 1        |
| 7. | Portugália (POR)       | 0     | 0     | 1     | 1        |

### Érmesek
| versenyszám         | arany                                                           | ezüst                                              | bronz                                                   |
| Férfi               | Uladziszlav Hancsarov · Fehéroroszország (BLR)                  | Mikhail Melnik · Oroszország (RUS)                 | Diogo Ganchinho · Portugália (POR)                      |
| Női                 | Léa Labrousse · Franciaország (FRA)                             | Luba Golovina · Grúzia (GEO)                       | Hanna Harcsonak · Fehéroroszország (BLR)                |
| Férfi szinkronugrás | Łukasz Jaworski · Artur Zakrzewski · Lengyelország (POL)        | Anton Davydenko · Mykola Prostorov · Ukrajna (UKR) | Allan Morante · Sébastien Martiny · Franciaország (FRA) |
| Női szinkronugrás   | Hanna Harcsonak · Mariya Makharynskaya · Fehéroroszország (BLR) | Marina Kijko · Svitlana Malkova · Ukrajna (UKR)    | Irina Kundius · Jana Pavlova · Oroszország (RUS)        |